# Courtenot
Courtenot és un municipi francès situat al departament de l'Aube i a la regió del Gran Est. L'any 2007 tenia 216 habitants.

## Demografia

### Població
El 2007 la població de fet de Courtenot era de 216 persones. Hi havia 90 famílies de les quals 24 eren unipersonals (8 homes vivint sols i 16 dones vivint soles), 27 parelles sense fills, 35 parelles amb fills i 4 famílies monoparentals amb fills.
La població ha evolucionat segons el següent gràfic:
Habitants censats

### Habitatges
El 2007 hi havia 112 habitatges, 91 eren l'habitatge principal de la família, 13 eren segones residències i 8 estaven desocupats. 110 eren cases i 1 era un apartament. Dels 91 habitatges principals, 77 estaven ocupats pels seus propietaris, 13 estaven llogats i ocupats pels llogaters i 1 estava cedit a títol gratuït; 2 tenien dues cambres, 16 en tenien tres, 21 en tenien quatre i 53 en tenien cinc o més. 70 habitatges disposaven pel capbaix d'una plaça de pàrquing. A 39 habitatges hi havia un automòbil i a 42 n'hi havia dos o més.

### Piràmide de població
La piràmide de població per edats i sexe el 2009 era:
| Homes | Edats   | Dones |
| ----- | ------- | ----- |
| 0     | 95 o +  | 0     |
| 4     | 90 a 94 | 0     |
| 0     | 85 a 89 | 4     |
| 8     | 80 a 84 | 0     |
| 4     | 75 a 79 | 12    |
| 0     | 70 a 74 | 8     |
| 4     | 65 a 69 | 4     |
| 4     | 60 a 64 | 0     |
| 0     | 55 a 59 | 4     |
| 8     | 50 a 54 | 0     |
| 12    | 45 a 49 | 12    |
| 16    | 40 a 44 | 12    |
| 8     | 35 a 39 | 12    |
| 4     | 30 a 34 | 8     |
| 0     | 25 a 29 | 4     |
| 12    | 20 a 24 | 4     |
| 12    | 15 a 19 | 12    |
| 20    | 10 a 14 | 8     |
| 12    | 5 a 9   | 0     |
| 12    | 0 a 4   | 4     |

## Economia
El 2007 la població en edat de treballar era de 140 persones, 107 eren actives i 33 eren inactives. De les 107 persones actives 102 estaven ocupades (57 homes i 45 dones) i 5 estaven aturades (1 home i 4 dones). De les 33 persones inactives 10 estaven jubilades, 16 estaven estudiant i 7 estaven classificades com a «altres inactius».

### Ingressos
El 2009 a Courtenot hi havia 95 unitats fiscals que integraven 235 persones, la mediana anual d'ingressos fiscals per persona era de 16.617 €.

### Activitats econòmiques
Dels 7 establiments que hi havia el 2007, 3 eren d'empreses de construcció, 2 d'empreses de comerç i reparació d'automòbils, 1 d'una empresa de transport i 1 d'una empresa de serveis.
Dels 3 establiments de servei als particulars que hi havia el 2009, 1 era un taller de reparació d'automòbils i de material agrícola, 1 guixaire pintor i 1 lampisteria.
L'any 2000 a Courtenot hi havia 8 explotacions agrícoles que ocupaven un total de 285 hectàrees.

## Poblacions més properes
El següent diagrama mostra les poblacions més properes.